# Bembibre
Bembibre est une commune d'Espagne dans la province de León, communauté autonome de Castille-et-León. Elle s'étend sur 63,42 km2 et comptait environ 10 060 habitants en 2011.

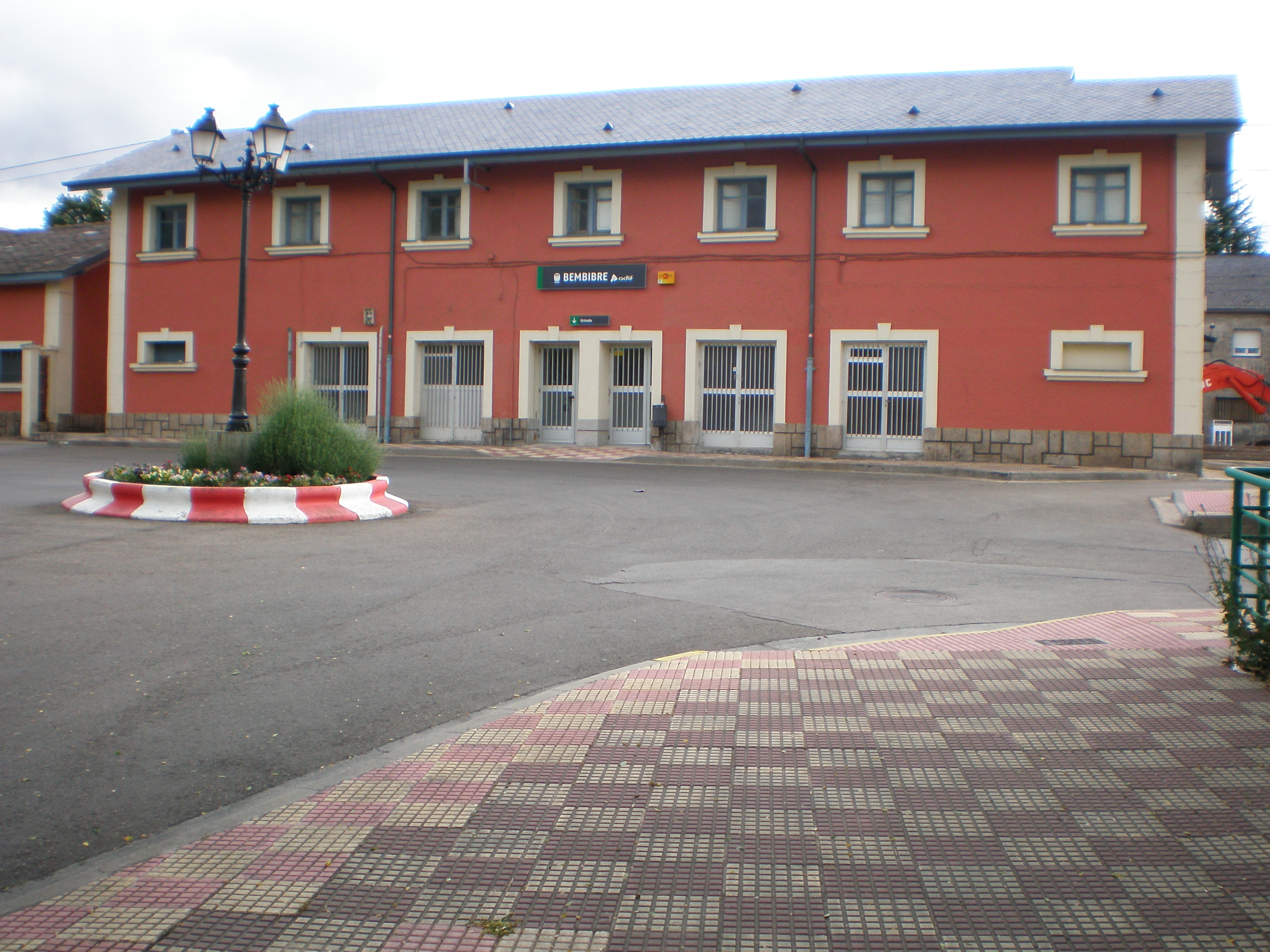
Gare de Bembibre.